# Bergesserin
Bergesserin ist eine französische Gemeinde mit 196 Einwohnern (Stand: 1. Januar 2022) im Département Saône-et-Loire in der Region Bourgogne-Franche-Comté (vor 2016 Bourgogne). Die Gemeinde gehört zum Arrondissement Mâcon und zum Kanton Cluny. Die Einwohner werden Bergesserinois genannt.

## Geografie
Bergesserin liegt 8 Kilometer südwestlich von Cluny und etwa 20 Kilometer westnordwestlich von Mâcon.
Nachbargemeinden von Bergesserin sind Buffières im Norden und Nordwesten, Château im Norden und Nordosten, Mazille im Osten, Navour-sur-Grosne im Süden, La Chapelle-du-Mont-de-France im Süden und Südwesten sowie Curtil-sous-Buffières im Westen.

## Bevölkerungsentwicklung
| Jahr                      | 1962 | 1968 | 1975 | 1982 | 1990 | 1999 | 2006 | 2011 | 2016 |
| Einwohner                 | 200  | 169  | 128  | 139  | 157  | 223  | 257  | 270  | 205  |
| Quelle: Cassini und INSEE |      |      |      |      |      |      |      |      |      |

## Sehenswürdigkeiten
- Kirche Saint-Loup, Monument historique seit 1945
- früheres Sanatorium (seit 2008 geschlossen, nicht weiter genutzt)

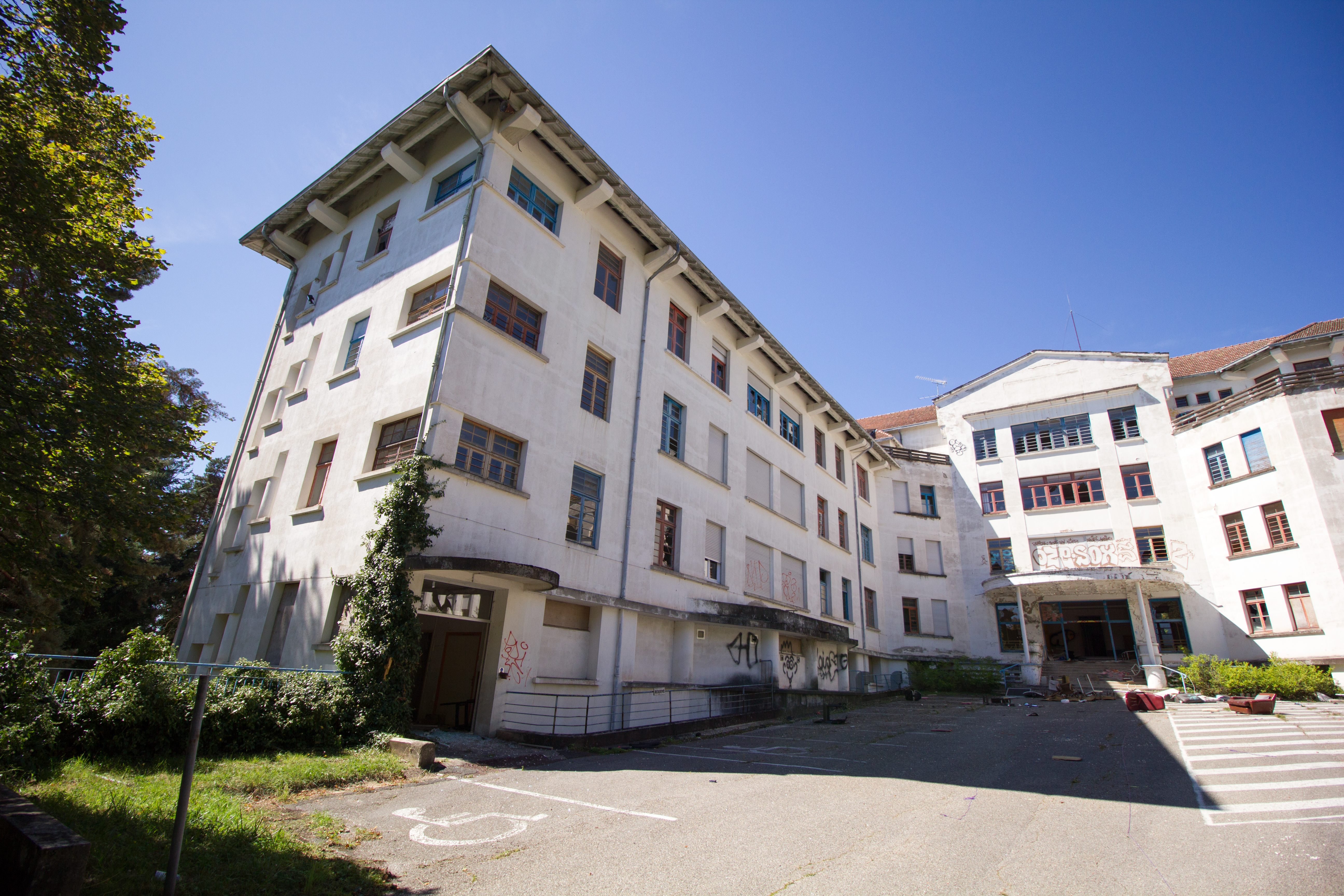
Früheres Sanatorium